# Formula Regional Oceania Championship 2024
Die Formula Regional Oceania Championship 2024 (offiziell Castrol Toyota Formula Regional Oceania Championship 2024) war die 19. Saison der Formula Regional Oceania Championship (früher bekannt als Toyota Racing Series) und die Zweite, welche als FIA-zertifizierte Formel-Regional-Rennserie ausgetragen wurde. Es gab 15 Rennen in Neuseeland. Die Saison begann am 20. Jänner in Taupō und endete am 18. Februar in Cromwell.

## Teams und Fahrer
Alle Teams und Fahrer verwendeten das Tatuus-Chassis FT-60, einen aufgeladenen 2,0-Liter-8AR-FTS-Turbomotor von Toyota und Reifen von Pirelli.
| Team             | Auto # | Fahrer              | Status | Rennwochenende | Quelle |
| ---------------- | ------ | ------------------- | ------ | -------------- | ------ |
| M2 Competition   | 04     | Roman Bilinski      |        | Alle           |        |
| M2 Competition   | 07     | Nicola Lacorte      | R      | 1–3            |        |
| M2 Competition   | 016    | Michael Shin        |        | Alle           |        |
| M2 Competition   | 023    | Liam Sceats         |        | Alle           |        |
| M2 Competition   | 027    | Bryce Aron          |        | 4–5            |        |
| M2 Competition   | 039    | Gerrard Xie         |        | Alle           |        |
| M2 Competition   | 101    | Ryder Quinn         |        | 5              |        |
| mtec Motorsport  | 05     | Lucas Fecury        |        | Alle           |        |
| mtec Motorsport  | 06     | Tommy Smith         |        | 1–3            |        |
| mtec Motorsport  | 017    | Callum Hedge        |        | 5              |        |
| mtec Motorsport  | 019    | Elliott Cleary      | R      | 1–3, 5         |        |
| mtec Motorsport  | 048    | Kaden Probst        | R      | 1–4            |        |
| mtec Motorsport  | 051    | Jacob Abel          |        | 4–5            |        |
| Kiwi Motorsport  | 014    | Patrick Woods-Toth  | R      | Alle           |        |
| Kiwi Motorsport  | 020    | Jake Bonilla        | R      | Alle           |        |
| Kiwi Motorsport  | 022    | Jett Bowling        | R      | Alle           |        |
| Kiwi Motorsport  | 031    | Titus Sherlock      | R      | Alle           |        |
| Giles Motorsport | 015    | Kaleb Ngatoa        |        | Alle           |        |
| Giles Motorsport | 041    | Alex Crosbie        | R      | Alle           |        |
| Giles Motorsport | 069    | Sebastian Manson    | R      | 4–5            |        |
| Giles Motorsport | 071    | Christian Mansell   |        | 1–2            |        |
| Giles Motorsport | 739    | Landan Matriano Lim | R      | Alle           |        |

## Rennkalender
Der Rennkalender wurde veröffentlicht, noch bevor die Saison 2023 begonnen hatte. Es gab fünf Veranstaltungen auf fünf Strecken zu je drei Rennen. Im Vergleich zum Vorjahr flog Otatara raus, neu hinzu kam Templeton. Der Lauf in Cromwell wurde als Austragungsort des Großen Preises von Neuseeland 2024 ausgewählt.
| Nr. | Datum       | Rennstrecke                                 | Sieger            | Zweiter            | Dritter            | Pole-Position     | Schnellste Rennrunde |
| --- | ----------- | ------------------------------------------- | ----------------- | ------------------ | ------------------ | ----------------- | -------------------- |
| 01. | 20. Jänner  | Taupo International Motorsport Park (Taupō) | Roman Bilinski    | Christian Mansell  | Michael Shin       | Christian Mansell | Roman Bilinski       |
| 02. | 21. Jänner  | Taupo International Motorsport Park (Taupō) | Gerrard Xie       | Roman Bilinski     | Alex Crosbie       |                   | Alex Crosbie         |
| 03. | 21. Jänner  | Taupo International Motorsport Park (Taupō) | Roman Bilinski    | Christian Mansell  | Liam Sceats        | Christian Mansell | Christian Mansell    |
| 04. | 27. Jänner  | Manfeild Circuit Chris Amon (Feilding)      | Roman Bilinski    | Nicola Lacorte     | Liam Sceats        | Roman Bilinski    | Nicola Lacorte       |
| 05. | 28. Jänner  | Manfeild Circuit Chris Amon (Feilding)      | Christian Mansell | Kaleb Ngatoa       | Tommy Smith        |                   | Kaleb Ngatoa         |
| 06. | 28. Jänner  | Manfeild Circuit Chris Amon (Feilding)      | Roman Bilinski    | Christian Mansell  | Liam Sceats        | Roman Bilinski    | Liam Sceats          |
| 07. | 03. Februar | Hampton Downs Motorsport Park (Te Kauwhata) | Roman Bilinski    | Liam Sceats        | Patrick Woods-Toth | Gerrard Xie       | Liam Sceats          |
| 08. | 04. Februar | Hampton Downs Motorsport Park (Te Kauwhata) | Nicola Lacorte    | Michael Shin       | Roman Bilinski     |                   | Roman Bilinski       |
| 09. | 04. Februar | Hampton Downs Motorsport Park (Te Kauwhata) | Kaleb Ngatoa      | Roman Bilinski     | Michael Shin       | Roman Bilinski    | Roman Bilinski       |
| 10. | 10. Februar | Mike Pero Motorsport Park (Templeton)       | Roman Bilinski    | Liam Sceats        | Jacob Abel         | Roman Bilinski    | Bryce Aron           |
| 11. | 11. Februar | Mike Pero Motorsport Park (Templeton)       | Michael Shin      | Gerrard Xie        | Patrick Woods-Toth |                   | Michael Shin         |
| 12. | 11. Februar | Mike Pero Motorsport Park (Templeton)       | Liam Sceats       | Roman Bilinski     | Patrick Woods-Toth | Roman Bilinski    | Roman Bilinski       |
| 13. | 17. Februar | Highlands Motorsport Park (Cromwell)        | Liam Sceats       | Callum Hedge       | Roman Bilinski     | Liam Sceats       | Liam Sceats          |
| 14. | 18. Februar | Highlands Motorsport Park (Cromwell)        | Bryce Aron        | Patrick Woods-Toth | Roman Bilinski     |                   | Roman Bilinski       |
| 15. | 18. Februar | Highlands Motorsport Park (Cromwell)        | Liam Sceats       | Callum Hedge       | Michael Shin       | Liam Sceats       | Roman Bilinski       |

## Wertungen

### Punktesystem
Beim Rennen, wo ein Qualifying die Startreihenfolge bestimmte, bekamen die ersten zwanzig des Rennens 35, 31, 27, 24, 22, 20, 18, 16, 14, 12, 10, 9, 8, 7, 6, 5, 4, 3, 2 bzw. 1 Punkt(e). Beim Rennen, wo eine gestürzte Startaufstellung die Startreihenfolge bestimmte, bekamen die ersten 15 des Rennens 20, 18, 16, 14, 12, 10, 9, 8, 7, 6, 5, 4, 3, 2 bzw. 1 Punkt(e). Es gab keine Punkte für die Pole-Position und die schnellste Rennrunde. 
| Punkteverteilung | Punkteverteilung | Punkteverteilung | Punkteverteilung | Punkteverteilung | Punkteverteilung | Punkteverteilung | Punkteverteilung | Punkteverteilung | Punkteverteilung | Punkteverteilung | Punkteverteilung | Punkteverteilung | Punkteverteilung | Punkteverteilung | Punkteverteilung | Punkteverteilung | Punkteverteilung | Punkteverteilung | Punkteverteilung | Punkteverteilung | Punkteverteilung | Punkteverteilung |
| ---------------- | ---------------- | ---------------- | ---------------- | ---------------- | ---------------- | ---------------- | ---------------- | ---------------- | ---------------- | ---------------- | ---------------- | ---------------- | ---------------- | ---------------- | ---------------- | ---------------- | ---------------- | ---------------- | ---------------- | ---------------- | ---------------- | ---------------- |
| Platz            | 1                | 2                | 3                | 4                | 5                | 6                | 7                | 8                | 9                | 10               | 11               | 12               | 13               | 14               | 15               | 16               | 17               | 18               | 19               | 20               | PP               | SR               |
| Rennen 1 & 3     | 35               | 31               | 27               | 24               | 22               | 20               | 18               | 16               | 14               | 12               | 10               | 9                | 8                | 7                | 6                | 5                | 4                | 3                | 2                | 1                | –                | –                |
| Rennen 2         | 20               | 18               | 16               | 14               | 12               | 10               | 9                | 8                | 7                | 6                | 5                | 4                | 3                | 2                | 1                | 0                | 0                | 0                | 0                | 0                | –                | –                |

### Fahrerwertung
| Pos. | Fahrer        | TAU | TAU | TAU | MAN | MAN | MAN | HMP | HMP | HMP | RUA | RUA | RUA | HIG | HIG | HIG | Punkte |
| Pos. | Fahrer        | R1  | R2  | R3  | R1  | R2  | R3  | R1  | R2  | R3  | R1  | R2  | R3  | R1  | R2  | R3  | Punkte |
| ---- | ------------- | --- | --- | --- | --- | --- | --- | --- | --- | --- | --- | --- | --- | --- | --- | --- | ------ |
| 01   | R. Bilinski   | 1   | 2   | 1   | 1   | 17  | 1   | 1   | 3   | 2   | 1   | 4   | 2   | 3   | 3   | 5   | 385    |
| 02   | L. Sceats     | 5   | 4   | 3   | 3   | 6   | 3   | 2   | 6   | 5   | 2   | 8   | 1   | 1   | 9   | 1   | 341    |
| 03   | P. Woods-Toth | 16  | 5   | 9   | 8   | 4   | 6   | 3   | 4   | 6   | 7   | 3   | 3   | 6   | 2   | 9   | 255    |
| 04   | M. Shin       | 3   | 7   | 5   | 17  | 12  | DNF | 6   | 2   | 3   | 8   | 1   | 7   | 4   | 7   | 3   | 245    |
| 05   | A. Crosbie    | 8   | 3   | 4   | 9   | 7   | 7   | 12  | 10  | 8   | 5   | 6   | 8   | 13  | 12  | 7   | 206    |
| 06   | K. Ngatoa     | 4   | 14  | 7   | 4   | 2   | 5   | 16  | 7   | 1   | 4   | 5   | 10  | WD  | WD  | WD  | 205    |
| 07   | G. Xie        | 6   | 1   | 11  | 7   | 10  | 15  | 4   | 5   | WD  | 6   | 2   | 6   | 8   | 6   | 16  | 205    |
| 08   | T. Smith      | 7   | 6   | 12  | 6   | 3   | 4   | 5   | 9   | 7   |     |     |     |     |     |     | 144    |
| 09   | C. Mansell    | 2   | DNF | 2   | 5   | 1   | 2   |     |     |     |     |     |     |     |     |     | 135    |
| 10   | N. Lacorte    | DNF | 11  | 6   | 2   | 5   | DNF | 7   | 1   | 4   |     |     |     |     |     |     | 130    |
| 11   | E. Cleary     | 10  | 8   | 10  | 14  | 9   | 10  | 8   | 8   | 11  |     |     |     | 9   | 10  | 10  | 124    |
| 12   | J. Bowling    | 12  | 12  | 15  | 11  | 13  | 9   | 13  | 14  | 15  | 10  | 9   | 9   | 11  | 11  | 11  | 120    |
| 13   | J. Abel       |     |     |     |     |     |     |     |     |     | 3   | 7   | 5   | 5   | 4   | 4   | 118    |
| 14   | T. Sherlock   | 11  | DNF | 8   | 13  | 8   | 8   | 11  | 13  | 9   | DNF | 12  | 11  | 17  | 14  | DNF | 105    |
| 15   | B. Aron       |     |     |     |     |     |     |     |     |     | 9   | 10  | 4   | 7   | 1   | 6   | 102    |
| 16   | L. Lim        | 15  | 9   | 17  | 15  | 11  | 12  | 10  | 15  | 13  | 11  | 13  | 13  | 15  | 15  | 13  | 94     |
| 17   | L. Fecury     | 9   | NC  | 16  | 10  | 16  | 13  | 9   | 12  | 12  | 12  | 14  | DNF | 14  | 17  | 14  | 91     |
| 18   | C. Hedge      |     |     |     |     |     |     |     |     |     |     |     |     | 2   | 5   | 2   | 74     |
| 19   | J. Bonilla    | 14  | 10  | 14  | 16  | 15  | 14  | 14  | 16  | 14  | 13  | 15  | 14  | 16  | 16  | 15  | 74     |
| 20   | K. Probst     | 13  | 13  | 13  | 12  | 14  | 11  | 15  | 11  | 10  | DNF | WD  | WD  |     |     |     | 63     |
| 21   | S. Manson     |     |     |     |     |     |     |     |     |     | DNS | 11  | 12  | 10  | 8   | 12  | 43     |
| 22   | R. Quinn      |     |     |     |     |     |     |     |     |     |     |     |     | 12  | 13  | 8   | 28     |
| Pos. | Fahrer        | R1  | R2  | R3  | R1  | R2  | R3  | R1  | R2  | R3  | R1  | R2  | R3  | R1  | R2  | R3  | Punkte |
| Pos. | Fahrer        | TAU | TAU | TAU | MAN | MAN | MAN | HMP | HMP | HMP | RUA | RUA | RUA | HIG | HIG | HIG | Punkte |

| Legende       | Legende                        | Legende                                                              |
| Farbe         | Abkürzung                      | Bedeutung                                                            |
| ------------- | ------------------------------ | -------------------------------------------------------------------- |
| Gold          | –                              | Sieg                                                                 |
| Silber        | –                              | 2. Platz                                                             |
| Bronze        | –                              | 3. Platz                                                             |
| Grün          | –                              | 4. bis 10. Platz                                                     |
| Hellblau      | –                              | 10. Platz aufwärts (punktberechtigt)                                 |
| Blau          | –                              | Klassifiziert außerhalb der Punkteränge                              |
| Dunkelblau    | –                              | Klassifiziert innerhalb der Punkteränge aber keine Punktberechtigung |
| Violett       | DNF                            | Rennen nicht beendet (did not finish)                                |
| Violett       | NC                             | nicht klassifiziert (not classified)                                 |
| Rot           | DNQ                            | nicht qualifiziert (did not qualify)                                 |
| Rot           | DNPQ                           | in Vorqualifikation gescheitert (did not pre-qualify)                |
| Schwarz       | DSQ                            | disqualifiziert (disqualified)                                       |
| Weiß          | DNS                            | nicht am Start (did not start)                                       |
| Weiß          | WD                             | zurückgezogen (withdrawn)                                            |
| ohne          | PO                             | nur am Training teilgenommen (practiced only)                        |
| ohne          | DNP                            | nicht am Training teilgenommen (did not practice)                    |
| ohne          | INJ                            | verletzt oder krank (injured)                                        |
| ohne          | EX                             | ausgeschlossen (excluded)                                            |
| ohne          | DNA                            | nicht erschienen (did not arrive)                                    |
| ohne          | C                              | Rennen abgesagt (cancelled)                                          |
| ohne          | keine Teilnahme                |                                                                      |
| sonstige      | P/fett                         | Pole-Position                                                        |
| sonstige      | SR/kursiv                      | Schnellste Rennrunde                                                 |
| sonstige      | Q                              | Extrapunkte für Pole-Position                                        |
| sonstige      | X                              | Extrapunkte für gewonnene Positionen                                 |
| sonstige      | *                              | nicht im Ziel, aufgrund der zurückgelegten Distanz aber gewertet     |
| sonstige      | ()                             | Streichresultate                                                     |
| unterstrichen | Führender in der Gesamtwertung |                                                                      |